# August Grahl
August Grahl, född 26 maj 1791 i Mecklenburg, död 13 juni 1868 i Dresden, var en tysk porträtt- och miniatyrmålare.

## Bilder

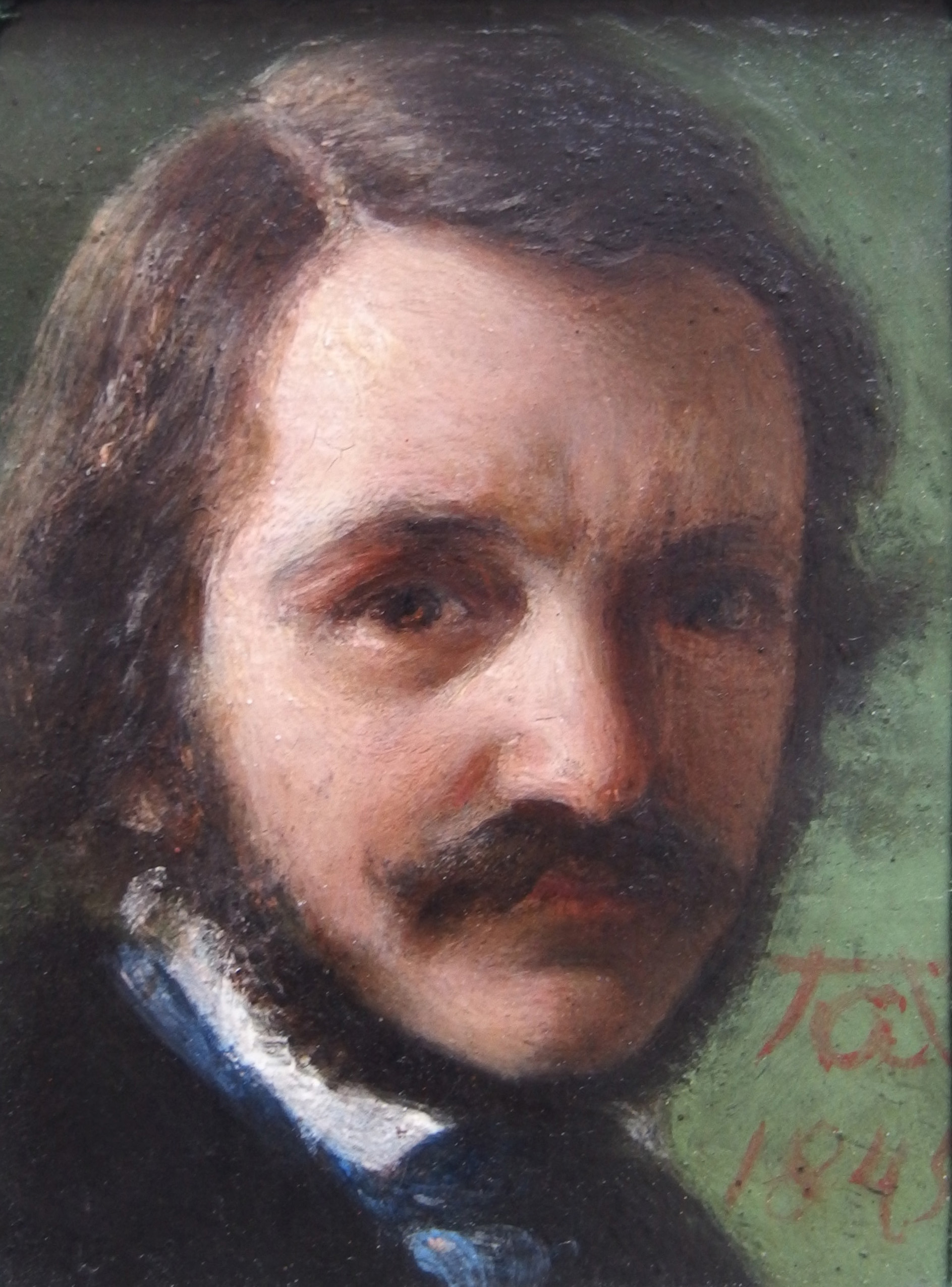
Självporträttsminiatyr från 1849 (4,5 × 6,5 cm).
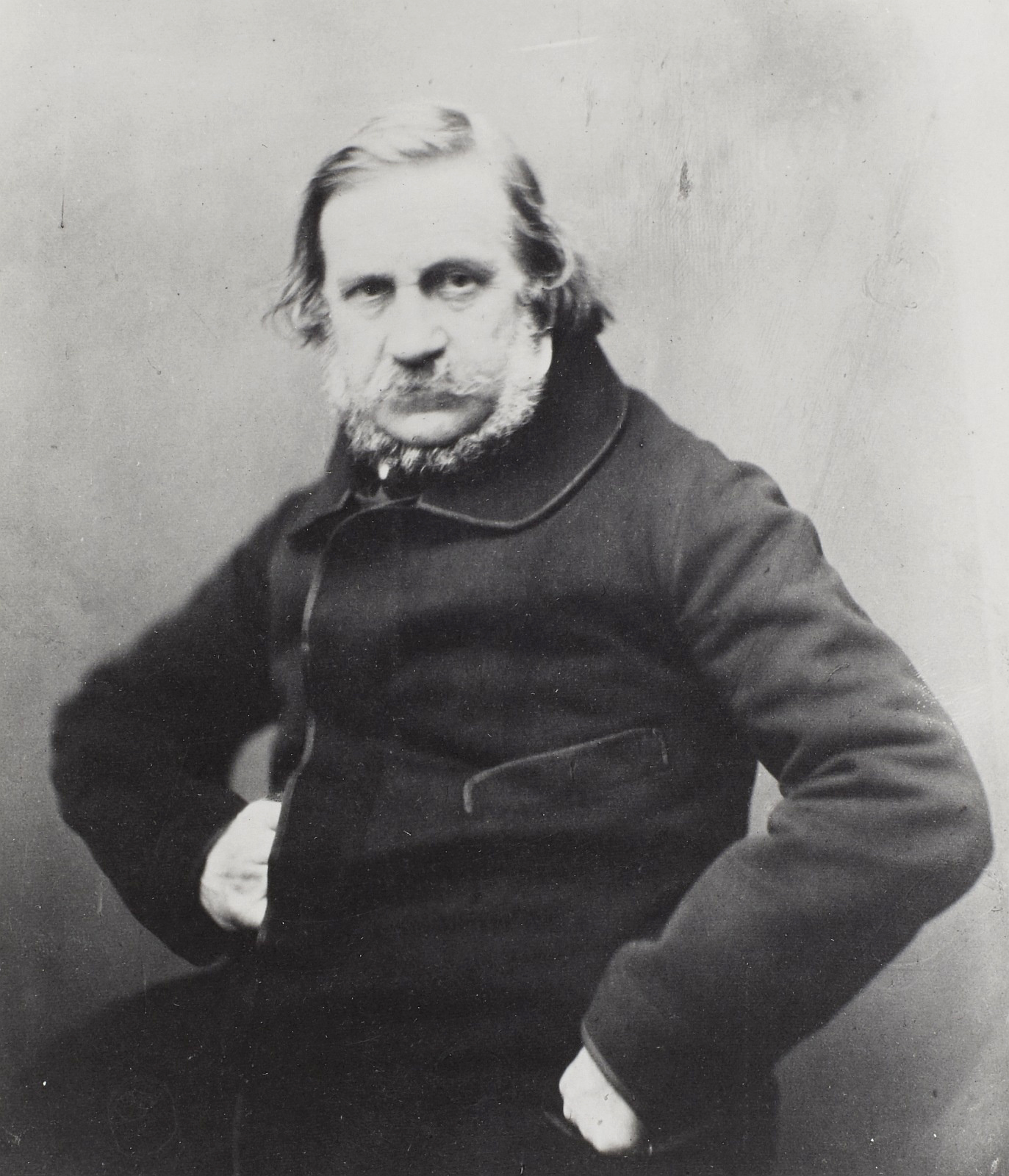
Grahl, fotograferad 1865.
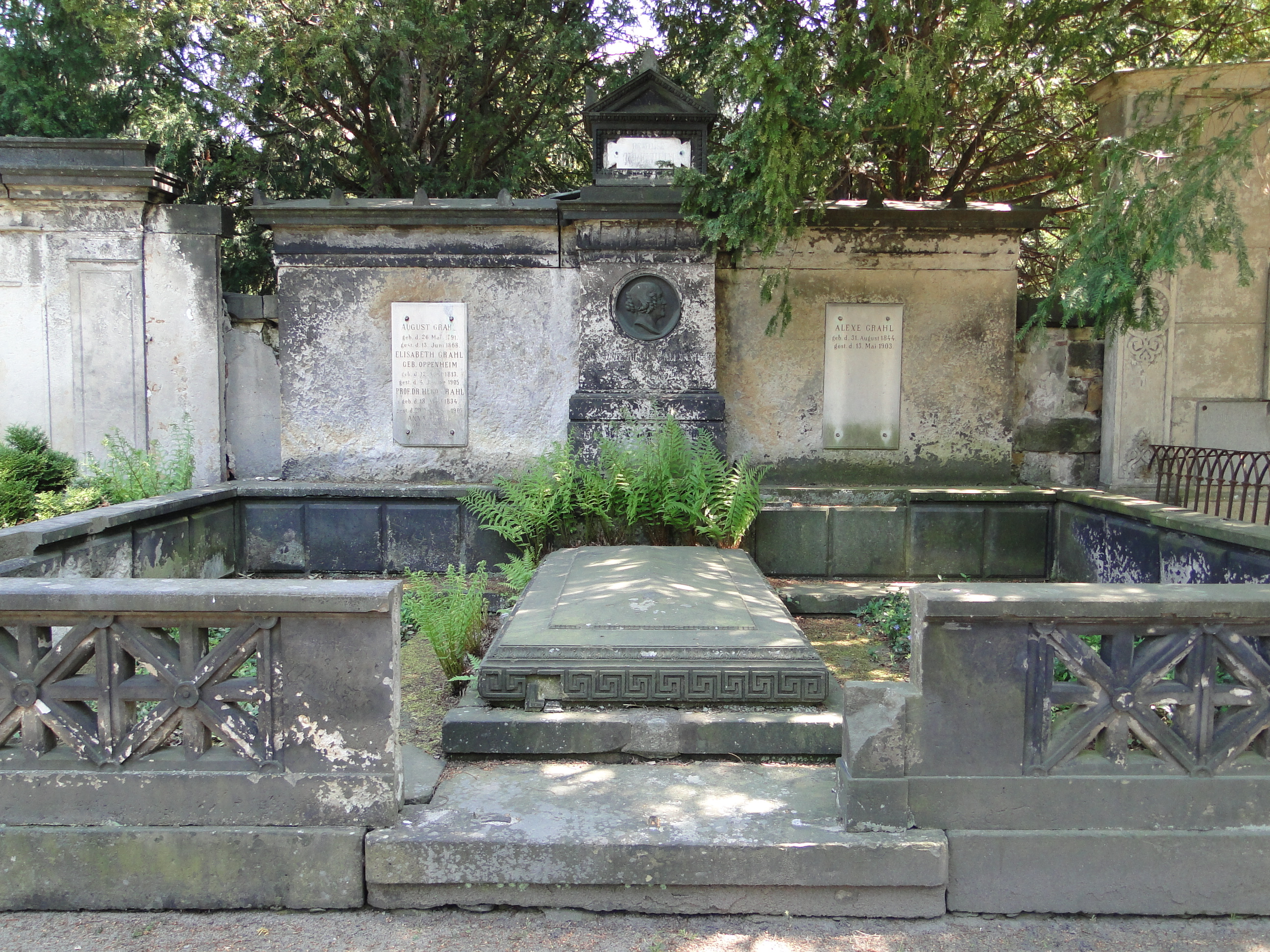
Familjegrav i Dresden, 2012.